# Budapestkvartetten
Budapestkvartetten var en av violinisten Emil Hauser grundad ungersk stråkkvartett, vilken redan vid sitt första framträdande 1918 vann erkännande som en av sin tid främsta.
Budapestkvartetten genomförde konsertresor i Europa, Sverige besöktes första gången 1920, och framförde verk av såväl de stora klassikerna som de längst gående modernistiska tonsättarna.
Den ursprungliga kvartetten bestod av Emil Hauser och Imre Pogányi (violin), Istvan Ipolyi (viola) och Harry Son (violoncell). Bland senare medlemmar märks Josef Roismann och Alexander Schneider (violin), Boris Kroyt (viola) och Misja Schneider (violoncell).
Budapestkvartetten var från 1938 verksam i USA och upplöstes 1968.